# 艾哈邁德·伊本·阿拉伯沙
艾哈邁德·伊本·阿拉伯沙，(1389-1450)，敍利亞阿拉伯人出身歷史家。
他出生並成長大馬士革，在1400年帖木兒入侵敍利亞時被俘虜至撒馬爾罕，後來到了埃迪爾內並在奧斯曼蘇丹穆罕默德一世宮廷工作(把阿拉伯文書本翻譯為波斯文和土耳其文)，後回到大馬士革，之後再前往埃及並死在那裡。
他的兒子是著名的歷史學者，阿布杜·瓦哈比·阿拉伯沙。